# Ang Lee
Ang Lee (Pingtung, 23 oktober 1954) is een filmregisseur uit Taiwan die tegenwoordig ook films maakt in Hollywood. Veel van zijn films belichten de strijd tussen traditie en modernisering.
Taiwanese films die gemaakt zijn na de jaren negentig, hebben vaak een thema dat wordt weergegeven in tragisch historisch realisme. Zijn films vormen een breuk met dit genre omdat ze vaak een luchthartige toon hebben.
In 2001 won hij een Academy Award voor beste niet-Engelstalige film met Crouching Tiger, Hidden Dragon. Met zijn film Brokeback Mountain wist hij in 2006 een Oscar voor beste regie binnen te slepen. Deze film won daarnaast prijzen in de categorie beste bewerkte script en beste originele muziek, maar liep in vijf andere categorieën de prijs mis. De Oscar voor beste regie won Lee in 2013 nogmaals, voor zijn film Life of Pi. Verder won Lee in zijn carrière drie keer een Golden Globe en vier keer een BAFTA. Op de filmfestivals van Berlijn en Venetië won de filmmaker verschillende prestigieuze prijzen, namelijk twee keer de Gouden Beer en twee keer de Gouden Leeuw.

## Filmografie
- Pushing Hands (1992)
- The Wedding Banquet (1993)
- Eat Drink Man Woman (1994)
- Sense and Sensibility (1995)
- The Ice Storm (1997)
- Ride with the Devil (1999)
- Crouching Tiger, Hidden Dragon (2000)
- Hulk (2003)
- Brokeback Mountain (2005)
- Se, jie (ook bekend onder de titel Lust, Caution) (2007)
- Taking Woodstock (2009)
- Life of Pi (2012)
- Billy Lynn's Long Halftime Walk (2016)
- Gemini Man (2019)